# Konkurencyjność przedsiębiorstwa
Konkurencyjność przedsiębiorstwa – zależy od konkurencyjności poszczególnych produktów oraz usług wytwarzanych i sprzedawanych na rynkach, a właściwie od konkurencyjności ich strategicznych jednostek biznesu – SJB, czyli wybranych produktów na wybranym rynku.
Na konkurencyjność przedsiębiorstwa duży wpływ ma konkurencyjność sektorów, a także konkurencyjność gospodarki określonych krajów będącej zbiorem sektorów.
Przedsiębiorstwo zdywersyfikowane może posiadać w swojej ofercie produkty konkurencyjne, jak również niekonkurencyjne (np. produkty zdobywające rynek lub wycofywane z rynku). Produkt, który na jednym rynku jest konkurencyjny, na innym może nie być. Toteż konkurencyjność określa się dla danego produktu, na danym rynku i w danym okresie.
Konkurencyjność przedsiębiorstwa jest oceniana przez odbiorców produktów, zarząd przedsiębiorstwa, właścicieli, pracowników, potencjalnych inwestorów, banki, dostawców, centrum gospodarcze. Następstwem tej oceny jest prowadzenie polityki branżowej, różnicującej warunki rozwoju poszczególnych branż, wybór kierunków inwestycji bezpośrednich oraz portfelowych. Odbiorcy określają konkurencyjność ofert, w celu wyboru najbardziej wartościowej. Porównują przy tym oferty innych przedsiębiorstw. Zarząd przedsiębiorstwa ocenia własną konkurencyjność realną i potencjalną na tle sektora, tendencję jej zmian oraz czynniki mające wpływ na tę konkurencyjność. Celem jest opracowanie skutecznej strategii konkurencji oraz skutecznej strategii wzrostu.